# Haworthia turgida
Haworthia turgida es una especie de planta suculenta perteneciente a la familia Xanthorrhoeaceae. Es originaria de Sudáfrica.

## Descripción
Es una planta suculenta perennifolia que alcanza un tamaño de 3 a 40 cm de altura. Se encuentra a una altitud de 500 a 1500metros en Sudáfrica.

## Taxonomía
Haworthia turgida fue descrita por  Haw. y publicado en Suppl. Pl. Succ. 22, en el año 1819.
Variedades aceptadas
- Haworthia turgida var. longibracteata (G.G.Sm.) M.B.Bayer
- Haworthia turgida var. suberecta Poelln.
- Haworthia turgida var. turgida

Sinonimia
- Aloe turgida (Haw.) Schult. & Schult.f.
- Catevala turgida (Haw.) Kuntze[4]